# شاوو
شاوو (به لاتین: Shaowu) یک county-level city در جمهوری خلق چین است که در نانپینگ واقع شده‌است.

## خصوصیات
شاوو ۲٬۸۳۷ کیلومترمربع مساحت دارد.